# Барсуки (Тернопольская область)
Барсуки́ (укр. Борсуки) — село в Кременецком районе Тернопольской области Украины. Административный центр Барсуковской сельской общины. Основано в 1463 году. До 2016 года Барсуки являлись центром Барсуковского сельского совета Лановецкого района, в который, кроме того, входили сёла Нападовка и Синевцы.
Код КОАТУУ — 6123880601.

## Географическое положение
Село Барсуки находится на правом берегу реки Горынь.
Выше по течению на расстоянии 5 км расположено село Передмирка,
ниже по течению на расстоянии 1,5 км расположено село Нападовка.
На реке сделана большая запруда.
Через село проходит автомобильная дорога Т-2009.

## Население
Население по переписи 2001 года составляло 966 человек.

### Языковой состав
Родной язык населения по данным переписи 2001 года:
| Язык       | Численность, чел. | Доля     |
| ---------- | ----------------- | -------- |
| Украинский | 962               | 99,59 %  |
| Другое     | 4                 | 0,41 %   |
| Итого      | 966               | 100,00 % |

## Экономика
- Агрофирма «Горынь».

## Объекты социальной сферы
- Школа.
- Дом культуры.
- Фельдшерско-акушерский пункт.

## Достопримечательности
- Братская могила советских воинов.